# Валлеранж
Валлеранж (фр. Vallerange) — коммуна на северо-востоке Франции, регион Гранд-Эст (бывший Эльзас — Шампань — Арденны — Лотарингия), департамент Мозель. Относится к кантону Гротенкен. 

## Географическое положение

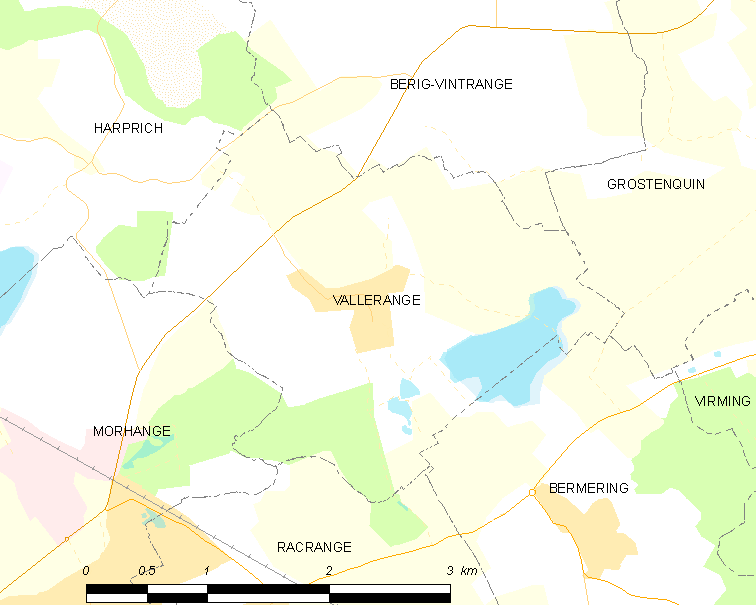
Валлеранж на карте Франции.

Валлеранж расположен в 320 км к востоку от Парижа и в 45 км к востоку от Меца.

## История
- Поселение бывшей провинции Лотарингия, бэльяж Дьёз.
- Принадлежал аббатству Сен-Пьер-э-Сен-Поль в Нёвиллер-ле-Саверн.

## Демография

Население Валлеранжа.

По переписи 2011 года в коммуне проживало 223 человека.

## Достопримечательности
- Мельница Валлеранж.
- Церковь Сент-Гертруда (1774), переделана в 1834 году.
- Часовенка Мария-эн-Рю, сооружена в честь девы Марии во время эпидемии, расширена в 1855 году.